# Philipp Maintz
Philipp Maintz est un compositeur allemand, né à Aix-la-Chapelle le 28 février 1977.

## Biographie
Après avoir pris ses premiers cours de composition auprès de Michael Reudenbach (de) de 1993 à 1997, il étudie la composition auprès de Robert HP Platz (de) au Conservatoire de Maastricht de 1997 à 2003, où il obtient une maîtrise avec mention.
Dans le même temps il suit des cours au Centre Henri Pousseur, le Studio de musique électronique de l’Université de Liège, et enchaîne ensuite une participation au stage de composition et d’informatique musicale de l’IRCAM en 2003. De 2003 à 2005 il suit des études de perfectionnement en composition et de musique électronique  au Conservatoire Bruckner de Linz auprès de Karlheinz Essl.
Il est lauréat du prix d’encouragement à la composition de la Fondation Ernst von Siemens Musikstiftung en 2005 et reçoit en 2006 la bourse de la Fondation Wilfried Steinbrenner. En 2007, Philipp Maintz a reçu une bourse d’études du gouvernement fédéral pour la Cité Internationale des Arts à Paris. Il est lauréat de la bourse de l'Académie du château de Solitude à Stuttgart en 2009 et en 2010 à la Villa Massimo (Académie de l'Allemagne à Rome). 2013 est il artiste résident de la Domaine National de Château de Chambord, en 2015 à la Villa Concordia (de) de Bamberg.
Son quatuor à cordes Inner Circle est créé par le Quatuor Arditti au Festival de Witten de 2004, sa pièce pour grand orchestre, heftige landschaft mit 16 bäumen, au Festival de Salzbourg en 2005 comme œuvre commandée. fluchtlinie, déjà inspiré par Les Chants de Maldoror de Lautréamont, est créée en 2007 à Hambourg avec l’ensemble Scharoun de l’Orchestre Philharmonique de Berlin.
En avril 2010, son premier opéra, MALDOROR est créé dans le cadre de la Biennale de Munich, suivi par des reprises aux théâtres d'Aix-la-Chapelle et de Bâle.

## Œuvres

### Opéra
- THÉRÈSE, opéra de chambre après Thérèse Raquin de Émile Zola, (2017-2019). Commande du Festival de Pâques de Salzbourg et de la Opéra d'État de Hambourg
- MALDOROR, opéra en sept tableaux d'après Les Chants de Maldoror, (2006-2010). Commande de la Biennale de Munich, le Théâtre d'Aix-la-Chapelle et le Théâtre de Bâle

### Orchestre et Ensemble
- ariadne faden, pour grand orchestre (2024)
- jag die hunde zurück!, pour six sopranos et six percussionnistes (2023/24). Commande de la Philharmonie de Cologne (de) et du Festival Wien Modern
- schwarze gesänge, spottverse und ein galgenlied, pour cinq voix et ensemble (2023/24)
- der zerfall einer illusion in farbige scherben, pour orchestre avec accordéon obligé (2023/24). Commande du Westdeutscher Rundfunk
- » c'est une volupté de plus «, pour ensemble (2021)
- concerto, pour piano et orchestre (2014/20). Commande du Festival Musica, Strasbourg, le ORF et le festival Automne styrien (de)
- de figuris, concerto pour orgue et grand orchestre (2020). Commande du Palais des Beaux Arts de Bruxelles
- red china green house, pour orchestre (2019/20). Commande de la Philharmonie de Cologne (de)
- zeige deine wunde, pour ensemble (2018)
- para descubrir, cinq pièces pour grand orchestre (2017/18)
- hängende gärten, pour grand orchestre (2016/17). Commande du Deutsches Symphonie-Orchester Berlin
- upon a moment's shallow rim, pour violoncelle et grand orchestre (2014/15). Commande de l'Orchestre philharmonique de Nuremberg
- sur tourbillon, pour soloistes et ensemble (2013/14)
- tríptico vertical, pour soprano et grand orchestre (2012–14). Commande de l'Orchestre philharmonique de Munich
- wenn steine sich gen himmel stauen, pour baryton et grand orchestre (2011/12). Commande du Printemps des arts de Monte-Carlo
- septemberalbum, chansons d'après des poèmes de ron winkler pour soprano et ensemble (2010)
- archipel, pour grand orchestre (2008)
- océan, pour soprano, grand ensemble et électronique (2007)
- fluchtlinie, pour baryton et ensemble (2006/2007)
- heftige landschaft mit 16 bäumen, pour grand orchestre (2004/2005). Commande du Festival de Salzbourg

### Musique de Chambre
- maintenant. pas encore. plus jamais, deuxième quatuor à cordes (2016/25). Commande du Gewandhaus de Leipzig et du Brucknerhaus de Linz
- liebeslieder, pour mezzo-soprano, clarinette basse et piano (2023). Commande de la Philharmonie de Cologne (de) et du Heidelberger Frühling
- clamitationes colonienses, pour onze cuivres et deux percussionnistes (2020). Commande du Orchestre du Gürzenich de Cologne
- zornerfüllte nächte, pour saxophone, trombone, accordéon, violoncelle et piano (2017)
- deuxième quatuor à cordes («dem fluß zuhören») (2016/17)
- paysages nouveaux, pour violon, alto et violoncelle (2015). Commande de la Philharmonie de Luxembourg
- thränenbenezt, pour alto et piano (2015)
- windinnres, chansons d'après des poèmes de rainer maria rilke pour baryton et piano (2010)
- septemberalbum, chansons d'après des poèmes de ron winkler pour soprano et piano (2010)
- trawl, pour flûte, clarinette, violon, violoncelle et piano (2010)
- tourbillon, pour violon, violoncelle et piano (2008)
- septemberalbum/acht, pour voix de femme et piano (2006)
- LIED (geborsten), pour ensemble de musique de chambre et électronique live (2005)
- INNER CIRCLE, pour quatuor à cordes (2003–2004/2006)
- SPIN, pour violon et piano (2001/2002)
- NAHT (yo no pido a la noche explicaciones), pour violon et violoncelle (1999/2000)

### Solos
- vier sittenbilder, pour accordéon solo (2021-2024)
- études III et IV, pour piano (2019). Commande de la Elbphilharmonie Hambourg
- choral préludes, pour orgue (2018–)
- septimus angelus, réflexions symphoniques sur l'apocalypse d'albrecht durer pour orgue (2017/18)
- étude II, pour piano (2015)
- und düsteren auges, blutbesprengt, pour alto et électronique live (2011/2012)
- in nomine: coronæ, pour orgue (2011)
- ferner, und immer ferner, pour orgue (2007)
- gelände/zeichnung, pièce pour piano n° 2, pour piano et électronique live (2005/2006)
- schneeblind, pour violon (2003–2005)

## Discographie
- choralvorspiel VIII (aus tiefer not schrei ich zu dir), sur: Anton Bruckner: The Symphonies - Vol.9, Oehms Classics 2024 (OC 485)
- choralvorspiel XL (te deum laudamus), sur: Anton Bruckner: The Symphonies - Vol.7, Oehms Classics 2023 (OC 483)
- choralvorspiel XLVI (morgenglanz der ewigkeit), sur: Anton Bruckner: The Symphonies - Vol.4, Oehms Classics 2022 (OC 480)
- choralvorspiel LI (kyrie XI, orbis factor), sur: Anton Bruckner: The Symphonies - Vol.0, Oehms Classics 2020 (OC 476)
- zornerfüllte nächte, sur: Strandgut, Ensemble LUX:NM, Genuin 2018 (GEN 18628)
- hängende gärten / tríptico vertical, sur: Philipp Maintz – Orchestra Works Vol.1, NEOS 2018 (NEOS 11712)
- trawl / NAHT / und düsteren auges, blutbesprengt, sur: Ensemble Alternance: Philipp Maintz – TRAWL, Stradivarius 2018 (STR 37080)
- fluchtlinie / NAHT / tourbillon / ferner, und immer ferner / wenn steine sich gen himmel stauen, sur: Portrait Philipp Maintz, WERGO 2013 (WER 6589)
- gelände/zeichnung, sur: Jan Gerdes: Gelände/Zeichnung – Piano, Edition Zeitklang 2008 (ez 26028)